# 天魔先生來了
《天魔先生來了》（日语：天魔さんがゆく）是在TBS電視台的電視劇NEO時段播放的日本電視連續劇，由2013年7月15日開始逢星期一於24:28至25:07播放。此劇由日本男子組合KinKi Kids成員堂本剛主演。
此劇故事講述主角「法界天魔」家族世世代代都擁有跟幽靈接觸的能力，自己亦是一間驅趕幽靈的公司的第二代接班人。不過，天魔因過於膽小而不敢驅魔，反而以勸解的方式驅趕幽靈。這部恐怖喜劇是由福田雄一一手包辦導演和編劇的原創作品。

## 發展與製作
《天魔先生來了》的製作人員跟富士電視台電視劇《33分偵探》有一部份重複。
飾演主角的堂本剛是繼2009年的《被迫歸來的33分偵探》後，暌違約4年3個月再次主演電視劇。他上一套主演的TBS電視劇則是2004年的《HOME DRAMA!》。福田雄一在此劇的製作發表會上，表示之前跟堂本剛在綜藝節目一起工作時，見證過堂本在女演員面前都不敢進鬼屋、在導播請求下都不敢乘過山車的膽小模樣，所以「認為沒有人比堂本剛更合適」。雖然福田曾擔心堂本會不會接受此劇工作，但是堂本經過《33分偵探》後十分信任福田，很快就答應了。不過附帶了「所有外景拍攝地點都必須除靈」的條件。
此劇的主題曲也是由堂本剛演唱。福田希望製作一首「如合上雙手，為生命的尊貴、短暫和美麗祈禱的歌曲」（命の尊さや、儚さ、美しさ、手を合せて祈る様な曲），堂本就此製作了名為《眨眼》（瞬き）的中板歌曲。他上一次製作電視劇主題曲已是9年前《HOME DRAMA!》的《ORIGINAL COLOR》。此外，他亦參與了片頭音樂的製作。

## 角色列表
| 演員       | 角色         | 備註                                                                  |
| 堂本剛     | 法界天魔     | obake安保有限公司社長。                                               |
| 川口春奈   | 岡崎旭       | obake安保有限公司職員，家裡開豆腐店欠了大筆債務。                     |
| 皆川猿時   | 大覺慶三     | obake安保有限公司職員。                                               |
| 佐藤二朗   | 法界天童     | 法界天魔的父親，obake安保有限公司前社長。                             |
| 芹那       | 椋木里佳     |                                                                       |
| 森崎博之   | 足利實       | 警視廳警部。                                                          |
| 鎌倉太郎   | 大平三太     | 警視廳巡查。                                                          |
| 室剛       | 木曾之道國吉 | 墨川第三中學幽靈「落魄武士」。                                        |
| 室剛       | 野口英世     | 感染黃熱病去世的細菌學家，在天堂照顧感冒的法界天童。                  |
| 上野夏妃   | 小宮香織     | 墨川第三中學老師。                                                    |
| 野添義弘   | 警衛         | 墨川第三中學警衛。                                                    |
| 藤江麗奈   | 藤江麗奈     | AKB48成員。                                                           |
| 上地春奈   | 女鬼魂       | 藤江麗奈的守護靈。                                                    |
| 大水洋介   | 御宅族鬼魂   | 藤江麗奈的粉絲。                                                      |
| 坂田聰     | 坂田三吉     | 在天堂跟法界天童下將棋的日本將棋手，1946年去世。                      |
| 板橋駿谷   |              | 中屋旅館男客人。                                                      |
| 吹田早哉佳 | 美沙         | 中屋旅館女客人。                                                      |
| 鈴木正幸   |              | 中屋旅館老闆。                                                        |
| 小椋あずき |              | 中屋旅館老闆娘。                                                      |
| 岩松了     | 凡爾賽目白   | 漫畫家，想到搞笑題材而樂極生悲過世了。                                |
| 小松和重   | 槙原茂       | 課長。                                                                |
| 矢作穗香   | 槙原詩織     | 槙原茂的女兒。                                                        |
| 駒木根隆介 | 富山         | 槙原茂的下屬。                                                        |
| 倉田大輔   | 相田         | 槙原茂的下屬。                                                        |
| 岩谷健司   | 大藏         | 部長，槙原茂的上司，殺害槙原茂的兇手。                                |
| 井上佳子   | 楊貴妃       | 在天堂跟法界天童聊天。                                                |
| 筒井真理子 | 押水小夜子   | 文部科學大臣。                                                        |
| 指原莉乃   | 押水美代子   | 押水小夜子的女兒，想當老師。                                          |
| 大河内浩   | 倉田         | 押水家的執事。                                                        |
| 栗原寛孝   | 濱口         | 治療押水美代子的精神科醫生。                                          |
| 竹井亮介   |              | 開車迷路在隧道附近的人。                                              |
| 中村靖日   | 村杉         | 村公所職員，以幽靈為賣點增加當地觀光收入。                            |
| 中村倫也   | 丈夫         | 結婚前一天開車兜風時從懸崖摔落而死。                                  |
| 高橋真唯   | 妻子         | 結婚前一天開車兜風時從懸崖摔落而死。                                  |
| 本多力     |              | 想去書店看「北斗神拳」的幽靈。                                        |
| 田中聰元   | 原始人       | 被長毛象踩死。                                                        |
| 德井優     | 橫山         | 君島商務公司職員，值外勤時被山上的熊拍死了。                          |
| 川本亞貴代 |              | 橫山的妻子，丈夫死後聽從兒子的建議，學習媽媽桑芭蕾轉換心情。          |
| 結城洋平   | 橫山哲雄     | 橫山的兒子。                                                          |
| 佐藤芽     | 孩靈         | 因為寂寞把其他幽靈困在隧道裡陪伴自己。                                |
| 並樹史朗   | 鏑木         | 警視廳警部，足利實的前輩。                                            |
| 河井青葉   | 女演員       | 在電影拍攝過程中死於非命，殺死兩個女演員。                            |
| 白鳥久美子 | 女幽靈       | 車禍死亡，沒有出演過。                                                |
| 鈴木太一   | 導演         |                                                                       |
| 水澤紳吾   | 副導演       | 做了18年的副導演。                                                    |
| 沖田愛     | 服裝師       |                                                                       |
| 川久保拓司 | 加瀨         | 白百合小區401號房住戶，被岡崎旭看到在挖鼻屎，取綽號「鼻屎導彈超人」。 |
| 池田成志   | 拿破崙       | 法界天童在天堂的朋友。                                                |
| 児島雄一   | 父親         | 開租來的巴士載全家去旅遊，因三年沒開車，不慎從懸崖上摔落。            |
| 村岡希美   | 母親         | 偶像為立川談志。                                                      |
| 佐藤瑠生亮 | 實           | 兒子。                                                                |
| 石川樹     | 智           | 兒子。                                                                |
| キンタロー |              | 像前田敦子的女兒。                                                    |
| みっちー   |              | Cosplay神探伽利略的湯川學教授。                                       |
| 高橋克實   | 益子         | 福島縣木野俣村村長。                                                  |
| 半海一晃   | 佐野         | 福島縣木野俣村副村長。                                                |
| 水川麻美   | 山本         | 福島縣木野俣村村花，扮演村子的吉祥物「蕎麥邦邦」。                    |
| 佐藤めぐみ | 蘇我步       | 和益子村長殉情的眾多女性之一。                                        |
| 信江勇     |              | 和益子村長殉情的眾多女性之一。                                        |

## 播放電視台
| 播放對象地域   | 播放電視台          | 播放日期               | 播放時間           | 備註   |
| -------------- | ------------------- | ---------------------- | ------------------ | ------ |
| 關東廣域圏     | TBS電視台（TBS）    | 2013年7月15日－9月23日 | 週一 24:28 - 25:07 | 製作局 |
| 岩手縣         | IBC岩手放送（IBC）  | 2013年7月15日－9月23日 | 週一 24:28 - 25:07 | 同步   |
| 静岡縣         | 静岡放送（SBS）     | 2013年7月15日－9月23日 | 週一 24:28 - 25:07 | 同步   |
| 愛媛縣         | 愛電視台（ITV）     | 2013年7月15日－9月23日 | 週一 24:28 - 25:07 | 同步   |
| 岡山縣、香川縣 | 山陽放送（RSK）     | 2013年7月22日－10月7日 | 週一 24:23 - 25:03 | 遲7日  |
| 中京廣域圏     | 中部日本放送（CBC） | 2013年7月22日－9月30日 | 週一 25:28 - 26:13 | 遲7日  |
| 近畿廣域圏     | 毎日放送（MBS）     | 2013年7月23日－10月1日 | 週二 26:44 - 27:24 | 遲8日  |
| 青森縣         | 青森電視台（ATV）   | 2013年7月27日－10月5日 | 週六 24:58 - 25:37 | 遲12日 |
| 北海道         | 北海道放送（HBC）   | 2013年7月28日－10月6日 | 週日 24:56 - 25:35 | 遲13日 |
| 石川縣         | 北陸放送（MRO）     | 2013年7月29日－10月7日 | 週一 24:35 - 25:15 | 遲14日 |
| 熊本縣         | 熊本放送（RKK）     | 2013年8月1日－10月10日 | 週四 25:03 - 25:42 | 遲17日 |
| 山形縣         | TVU山形（TUY）      | 2013年8月1日－10月10日 | 週四 25:23 - 26:02 | 遲17日 |
| 長野縣         | 信越放送（SBC）     | 2013年8月2日－10月18日 | 週五 24:50 - 25:30 | 遲18日 |
| 福島縣         | TVU福島（TUF）      | 2013年8月2日－10月11日 | 週五 25:25 - 26:04 | 遲18日 |
| 鹿兒島縣       | 南日本放送（MBC）   | 2013年8月5日－10月14日 | 週一 24:05 - 24:44 | 遲21日 |

## 外部連結
- 官方網站（页面存档备份，存于）（日語）